# اوستاشوو
اوستاشوو (به چکی: Ostašov) یک منطقهٔ مسکونی در جمهوری چک است که در منطقه تربیچ واقع شده است. اوستاشوو ۲٫۱۳ کیلومتر مربع مساحت و ۱۳۳ نفر جمعیت دارد و ۵۱۶ متر بالاتر از سطح دریا واقع شده است.